# Glypta elongata
Glypta elongata là một loài tò vò trong họ Ichneumonidae.